# Carson Palmer
Carson Palmer (Fresno, 27 dicembre 1979) è un ex giocatore di football americano statunitense che ha militato nel ruolo di quarterback nella National Football League (NFL). Fu scelto come primo assoluto nel Draft NFL 2003 dai Cincinnati Bengals. Al college giocò a football alla University of Southern California con cui vinse il prestigioso Heisman Trophy, il massimo riconoscimento individuale a livello universitario.

## Carriera universitaria

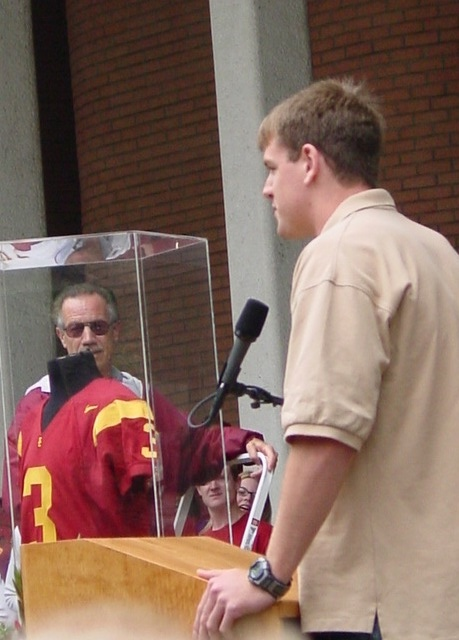
Palmer durante il ritiro della sua maglia a USC.

Al college, Palmer giocò dal 1998 al 2002 con gli USC Trojans nella Pac-10 ora Pac-12, saltando quasi interamente la stagione 1999 a causa della rottura della clavicola destra. Con i Trojans totalizzò 72 touchdown su lancio in 53 partite, di cui 45 da titolare. Nell'ultima stagione passò 33 touchdown e 10 intercetti, stabilendo diversi record stagionali dell'istituto e venendo premiato con l'Heisman Trophy.

## Carriera professionistica

### Cincinnati Bengals

#### Stagioni 2003-2004
Palmer fu scelto come prima scelta assoluta al Draft 2003 dai Cincinnati Bengals, il 23 luglio firmò un contratto di sei anni per un totale di 49 milioni di dollari. Nel suo primo anno da rookie non scese mai in campo. L'anno successivo debuttò nella NFL il 12 settembre contro i New York Jets, realizzando il suo primo touchdown in carriera e concludendo con un passer rating di 105,2. Il suo primo touchdown su corsa arrivò correndo 2 yard contro i Dallas Cowboys. Nella partita contro i Baltimore Ravens che venne vinta in rimonta nell'ultimo quarto passò 3 touchdown, venendo premiato come miglior giocatore offensivo della settimana della AFC. Contro i New England Patriots si infortunò saltando le ultime 3 partite della stagione regolare 2004.

#### Stagione 2005
Il 2005 fu l'anno migliore del quarterback coi Bengals, guidando la NFL in passaggi da touchdown (32), percentuale di completamento dei passaggi (67,8) e differenziale tra touchdown e intercetti (+20). Inoltre completando 345 lanci su 509 stabilì un nuovo primato di franchigia. Il 29 dicembre firmò un nuovo contratto decennale del valore di 122,5 milioni di dollari e a fine anno fu convocato per il suo primo Pro Bowl.

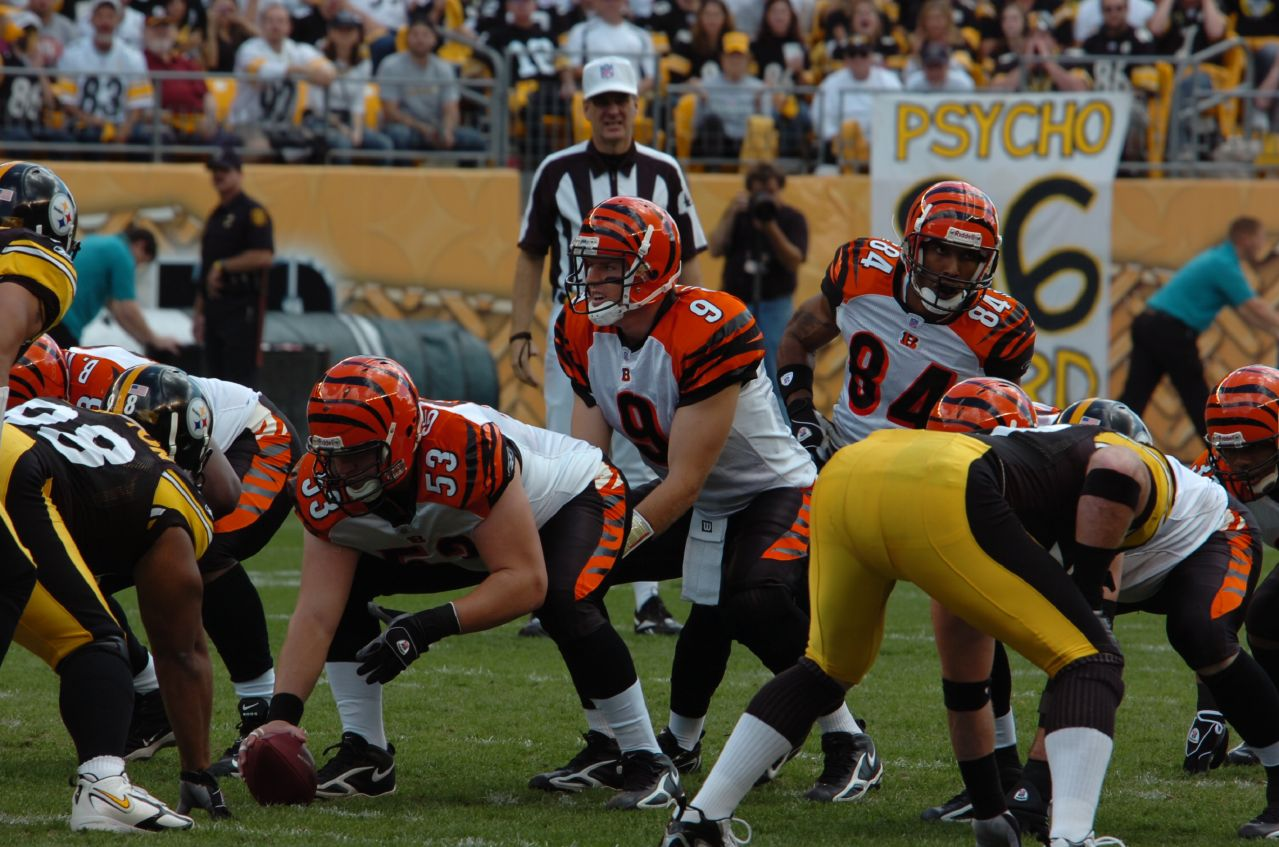
Carson Palmer in azione con i Bengals

I Bengals si qualificano ai play-off ma dopo solo due azioni nel Wild Card Game contro i Pittsburgh Steelers, Palmer venne colpito dal defensive tackle degli Steelers Kimo von Oelhoffen. L'infortunio lo costrinse a uscire immediatamente dalla partita e dopo una risonanza magnetica, venne evidenziata la rottura del legamento crociato anteriore e del legamento collaterale mediale, con danno anche alla cartilagine del ginocchio e del menisco.
Durante la off-season, Palmer lavorò per recuperare dall'incidente, malgrado tale infortunio fosse stato giudicato da alcuni potenzialmente fatale per la sua carriera, riuscendo a rientrare in tempo per l'inizio della stagione regolare successiva.

#### Stagione 2006
Nelle prime 9 partite della stagione, il dolore al ginocchio infortunato limitò Palmer che tuttavia concluse superando quota 4.000 yard lanciate e ottenne la seconda convocazione al Pro Bowl, vincendo anche il riconoscimento di miglior giocatore dell'evento.

#### Stagioni 2007-2008
Nel 2007, Palmer migliorò il suo record della franchigia con 373 lanci completati su 586 per un totale di 4.131 yard ma per il secondo anno consecutivo non riuscì a raggiungere i play-off.
L'anno seguente dopo solo 4 partite della stagione regolare fu costretto a saltare il resto della stagione per una parziale lacerazione del tendine e del legamento del gomito. Palmer decise di scegliere il riposo forzato anziché l'operazione.

#### Stagioni 2009-2011
Nel 2009, ritornato dal suo infortunio, Palmer riuscì a portare la squadra ai play-off dopo 4 anni. Nel Wild Card Game contro i New York Jets disputò una gara sottotono e i Bengals vennero eliminati.
La stagione 2010 per Palmer fu statisticamente la peggior stagione della sua carriera, e alla fine di essa rese noto l'intenzione di esser ceduto. In merito a questa dichiarazione il presidente dei Bengals Mike Brown rispose che il giocatore aveva firmato un contratto e questo avrebbe dovuto essere onorato fino alla fine.
Il 29 luglio 2011 dopo che non si presentò al ritiro estivo Palmer venne messo sulla lista delle riserve.

### Oakland Raiders

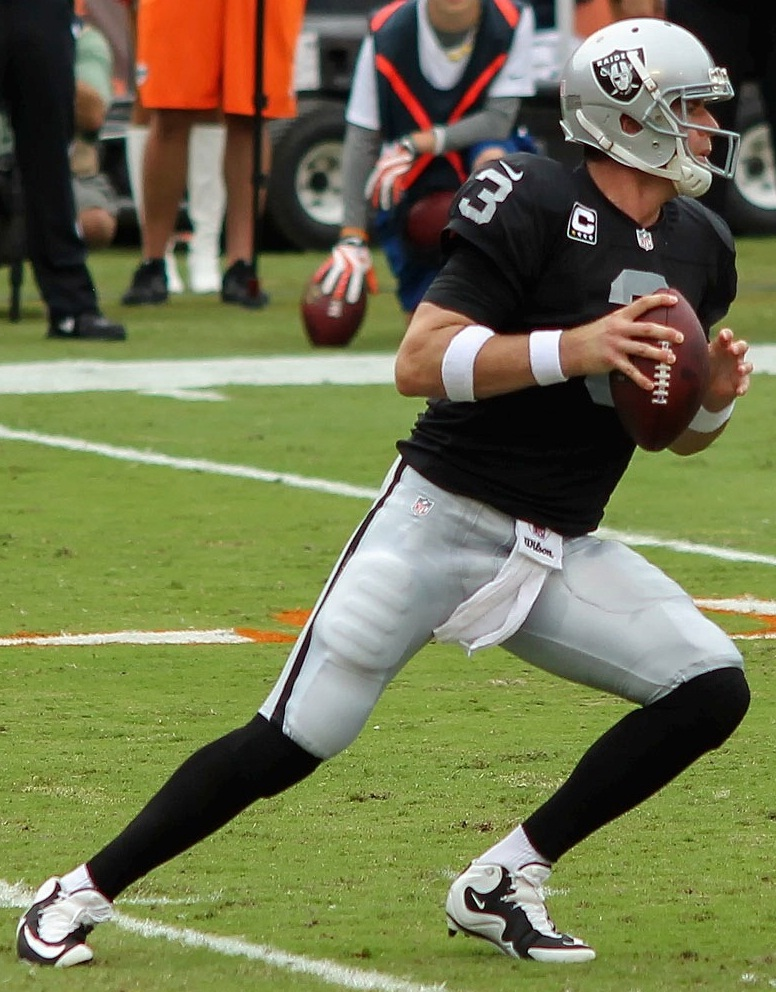
Palmeril 16 settembre 2012 coi Raiders.

Il 18 ottobre a causa di un infortunio accorso al quarterback titolare Jason Campbell, Palmer venne preso in cambio delle scelte del primo e secondo giro del Draft NFL 2012 dagli Oakland Raiders. Firmò un contratto quadriennale di 43 milioni di dollari, di cui 7,5 milioni garantiti. Scelse il numero 3, lo stesso che aveva all'università, perché il 9 apparteneva al compagno di squadra Shane Lechler. Dopo un avvio poco esaltante, dove subì 3 intercetti nella seconda metà della partita giocata il 23 ottobre 2011 contro i Kansas City Chiefs, il giocatore si inserì lentamente negli schemi della squadra.
Il 10 novembre contro i San Diego Chargers giocò la sua 100ª partita nella NFL e vinse la sua prima partita con i Raiders grazie a una notevole prestazione chiusa con un passer rating di 125,0. La settimana successiva contro i Minnesota Vikings disputò la sua 100ª partita da titolare e vinse ancora con 107,9 di passer rating. La corsa verso i play-off dei Raiders si fermò però nell'ultima partita della stagione regolare contro i Chargers.
Il 23 dicembre 2012 contro i Carolina Panthers, Palmer subì un brutto infortunio causandogli la rottura delle costole e una contusione al polmone, saltando così l'ultima partita contro i San Diego Chargers.

### Arizona Cardinals

#### Stagione 2013
Il 2 aprile 2013, Palmer passò agli Arizona Cardinals insieme alla 219ª scelta del draft NFL 2013 dei Raiders in cambio della 176ª scelta del draft 2013 e una scelta da definire del Draft 2014. Firmò un contratto biennale del valore di 16 milioni di dollari (10 milioni dei quali garantiti), oltre a 4 milioni di incentivi.
Nella prima gara con la nuova maglia, Palmer passò 327 yard e due touchdown per Larry Fitzgerald (con un intercetto) ma i Cardinals furono sconfitti in rimonta dai Rams. La prima vittoria giunse la settimana successiva in rimonta contro i Lions, con Carson che passò 248 yard, un touchdown e un intercetto. Nella settimana 4 i Cardinals vinsero la loro seconda gara con Carson che passò 248 yard, un touchdown e subì due intercetti. La settimana seguente Arizona vinse la seconda gara consecutiva malgrado altri tre intercetti lanciati dal quarterback (con un touchdown).
Dopo una sconfitta in una gara equilibrata contro i 49ers e una netta contro i Seattle Seahawks nella settimana 7, i Cardinals tornarono alla vittoria nella settimana 8 contro gli Atlanta Falcons con Palmer che completò 13 passaggi su 18 per 172 yard, 2 TD e un intercetto subito. Dopo la settimana di pausa Arizona vinse anche contro i Texans col quarterback che passò 241 yard, 2 touchdown e un intercetto.

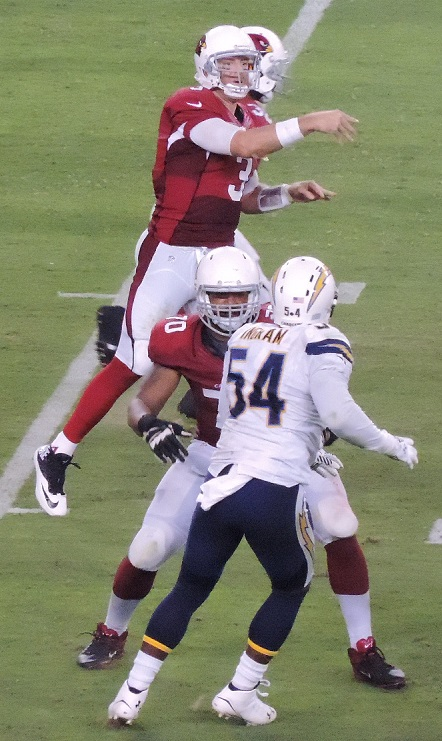
Palmer nella settimana 1 del 2014 contro i San Diego Chargers.

Nella settimana 11 contro i Jaguars, Palmer disputò la miglior gara stagionale passando 419 yard e due touchdown, tenendo i Cardinals in piena corsa per un posto come wild card nei playoff. La quarta vittoria consecutiva giunse in maniera nettissima contro i Colts col quarterback che continuò a giocare bene passando 314 yard e due touchdown per Larry Fitzgerald, venendo premiato come giocatore offensivo della NFC della settimana.
La striscia di tre vittorie consecutive dei Cards si interruppe nella settimana 13 contro gli Eagles in cui Palmer passò 302 yard e tre touchdown, ma subì anche due intercetti e perse un fumble a inizio gara. La settimana successiva contro i Rams fu in dubbio per un problema al gomito ma alla fine scese in campo e disputò un'ottima prova completando 27 passaggi su 32 per 269 yard e un touchdown nella vittoria. La domenica seguente i Cards vinsero la sesta sfida delle ultime sette battendo ai supplementari i Titans con 231 yard e un TD passati da Palmer.
Nella settimana 16, Palmer subì ben quattro intercetti dalla difesa dei Seahawks ma con il passaggio da touchdown nel finale di gara per Michael Floyd inflisse la prima sconfitta interna agli avversari dopo due anni di imbattibilità. Nell'ultimo turno del 2013, Arizona fu sconfitta in casa da San Francisco nel finale, con Palmer che passò 407 yard, 2 touchdown e un intercetto. Malgrado un ottimo record di 10-6, i Cardinals non riuscirono ad entrare nei playoff, penalizzati dal trovarsi nella division e nella conference più competitive quell'anno (i San Diego Chargers arrivarono ai playoff con un record di 9-7 nella AFC). La stagione di Palmer si concluse con 4.274 yard passate, 24 touchdown e 22 intercetti subiti (secondo peggior risultato della lega a pari merito con Joe Flacco).

#### Stagione 2014
I Cardinals si trovarono in svantaggio per 17-6 dopo i primi tre quarti della gara della settimana 1 contro i Chargers. Carson però orchestrò una rimonta culminata col passaggio da touchdown del sorpasso a due minuti e mezzo dal termine per John Brown, vincendo per 18-17. La sua gara terminò con 304 yard passate e 2 touchdown. La settimana successiva saltò la sua prima gara coi Cardinals a causa di un infortunio alla spalla, venendo sostituito da Drew Stanton. Rimase fuori dai giochi il successivo mese di gioco, tornando in campo come titolare nella settimana 6 in cui guidò la squadra alla contro Washington, passando 250 yard e 2 touchdown. La domenica successiva, nel ritorno ad Oakland, portò i Cardinals alla loro miglior partenza dal 1976 salendo a un record di 5-1 con la vittoria sui Raiders in cui passò 253 yard e 2 touchdown. Seguirono altre due vittorie contro due tra le migliori squadre della conference in quel momento, gli Eagles e i Cowboys, in cui Palmer passò complessivamente 5 touchdown e un intercetto. Arizona salì così a un record di 7-1, il migliore in solitaria della NFC per la prima volta dal 1974.
Il 7 novembre, prima della gara del decimo turno contro i Rams, Palmer firmò coi Cardinals un rinnovo contrattuale triennale del valore di 50 milioni di dollari, 20 milioni dei quali garantiti. La sfortuna tornò ad accanirsi sul giocatore però, poiché solamente due giorni dopo si ruppe il legamento crociato anteriore, un grave infortunio simile a quello del gennaio 2006, costringendolo a perdere tutto il resto della promettente stagione di Arizona.

#### Stagione 2015
Palmer tornò in campo nella prima della stagione 2015, in cui passò tre touchdown nella vittoria sui Saints. Nel decimo turno, Arizona ottenne un'importante vittoria in casa dei Seahawks che avevano conquistato la division nelle due precedenti annate, con Palmer che passò 363 yard e 3 touchdown. Un'altra vittoria prestagiosa giunse la settimana successiva contro una squadra quotata come i suoi ex Bengals, in cui passò passò 317 yard, 4 TD e subì 2 intercetti. Nel dodicesimo turno, Palmer non passò alcun touchdown ma segnò il suo primo su corsa con la maglia dei Cardinals a 2 minuti e mezzo dal termine che si rivelò quello della vittoria sui 49ers. Due settimane dopo, passò 310 yard e 2 TD nella settima vittoria consecutiva dei Cardinals che diede alla squadra la certezza della matematica qualificazione ai playoff.
Nella settimana 15, Palmer guidò i Cardinals a battere gli Eagles e a conquistare il primo titolo di division dal 2009, interrompendo il dominio di Seahawks e 49ers. Sette giorni dopo la squadra si assicurò la possibilità di accedere direttamente al secondo turno di playoff con una sonora vittoria per 38-8 sui Packers. La stagione regolare di Palmer si chiuse al quarto posto nella NFL in yard passate (4.671, un record di franchigia che superò quello di Neil Lomax), al secondo in passaggi da touchdown (35), al primo in yard medie per tentativo (8,7) e col terzo passer rating (104,6), venendo convocato per il terzo Pro Bowl in carriera, la prima selezione dal 2006, ed inserito nel Second-team All-Pro per la prima volta.
Nel divisional round dei playoff Palmer, che in precedenza in carriera aveva passato un solo touchdown nella post-season dieci anni prima, ne passò tre (con due intercetti subiti) nella vittoria sui Packers che portò Arizona in finale di conference. La marcatura decisiva fu il suo passaggio da 5 yard per Larry Fitzgerald nella terza giocata dei tempi supplementari. La corsa verso il Super Bowl 50 si chiuse la settimana successiva con una netta sconfitta per 49-15 in casa dei Panthers in cui Palmer subì quattro intercetti e perse due fumble.

#### Stagione 2016
Il 5 agosto 2016, Palmer firmò un nuovo contratto annuale da 24,35 milioni di dollari con i Cardinals. Quell'anno disputò 15 gare come titolare, saltando quella del sesto turno contro i 49ers per avere subito una commozione cerebrale la settimana precedente contro i Los Angeles Rams. Palmer lanciò oltre 4.000 yard per la sesta volta in carriera, con 26 touchdown e 14 intercetti ma Arizona non riuscì a fare ritorno ai playoff.

#### Stagione 2017
Il 9 ottobre, Palmer superò Johnny Unitas al 13º posto nella classifica di tutti i tempi per yard passate in carriera. Due settimane dopo, in uno scontro con Alex Ogletree dei Los Angeles Rams si fratturò il braccio sinistro, venendo costretto ad uno stop di almeno due mesi e a chiudere la stagione. Il 3 gennaio 2018 Palmer annunciò il proprio ritiro dal football professionistico, chiudendo la carriera al dodicesimo posto di tutti i tempi per yard e touchdown passati e all'undicesimo per drive vincenti. Inoltre fu l'unico giocatore della storia a passare 4.000 yard in stagione con tre differenti squadre.

## Palmarès

### Individuale
- MVP del Pro Bowl:

2006
- Convocazioni al Pro Bowl: 3

2005, 2006, 2015
- Second-team All-Pro: 1

2015
- Quarterback dell'anno: 2

2005, 2015
- Quarterback della settimana: 9

13ª settimana della stagione 2004, 2ª, 6ª, 9ª, 12ª e 13ª settimana della stagione 2005, 11ª e 13ª settimana della stagione 2006, 7ª settimana della stagione 2009
- Leader della NFL in passaggi da touchdown: 1

2005
- Miglior giocatore offensivo della AFC del mese: 1

settembre 2005
- Miglior giocatore offensivo della AFC della settimana: 1

13ª del 2004
- Giocatore offensivo della NFC della settimana: 1

12ª del 2013
- Ed Block Courage Award: 1

2006

## Statistiche

### Stagione regolare
| Anno   | Squadra | P   | PT  | Passaggi | Passaggi | Passaggi | Passaggi | Passaggi | Passaggi | Passaggi | Passaggi | Corse | Corse | Corse | Corse | Sack | Sack  | Fumble | Fumble |
| Anno   | Squadra | P   | PT  | Ten      | Comp     | %        | Yard     | Media    | TD       | Int      | Rat      | Ten   | Yard  | Media | TD    | Sack | Y P   | Fum    | Persi  |
| ------ | ------- | --- | --- | -------- | -------- | -------- | -------- | -------- | -------- | -------- | -------- | ----- | ----- | ----- | ----- | ---- | ----- | ------ | ------ |
| 2003   | CIN     | 0   | 0   | 0        | 0        | 0        | 0        | 0        | 0        | 0        | 0        | 0     | 0     | 0     | 0     | 0    | 0     | 0      | 0      |
| 2004   | CIN     | 13  | 13  | 432      | 263      | 60.9     | 2,897    | 6.7      | 18       | 18       | 77.3     | 18    | 47    | 2.6   | 1     | 25   | 178   | 2      | 2      |
| 2005   | CIN     | 16  | 16  | 509      | 345      | 67.8     | 3,836    | 7.5      | 32       | 12       | 101.1    | 34    | 41    | 1.2   | 1     | 19   | 105   | 5      | 2      |
| 2006   | CIN     | 16  | 16  | 520      | 324      | 62.3     | 4,035    | 7.8      | 28       | 13       | 93.9     | 26    | 37    | 1.4   | 0     | 36   | 233   | 15     | 7      |
| 2007   | CIN     | 16  | 16  | 575      | 373      | 64.9     | 4,131    | 7.2      | 26       | 20       | 86.7     | 24    | 10    | 0.4   | 0     | 17   | 119   | 5      | 1      |
| 2008   | CIN     | 4   | 4   | 129      | 75       | 58.1     | 731      | 5.7      | 3        | 4        | 69.0     | 6     | 38    | 6.3   | 0     | 11   | 67    | 2      | 0      |
| 2009   | CIN     | 16  | 16  | 466      | 282      | 60.5     | 3,094    | 6.6      | 21       | 13       | 83.6     | 39    | 93    | 2.4   | 3     | 26   | 213   | 6      | 2      |
| 2010   | CIN     | 16  | 16  | 586      | 362      | 61.8     | 3,970    | 6.8      | 26       | 20       | 82.4     | 32    | 50    | 1.6   | 0     | 26   | 201   | 7      | 3      |
| 2011   | OAK     | 10  | 9   | 328      | 199      | 60.7     | 2,753    | 8.4      | 13       | 16       | 80.5     | 16    | 20    | 1.3   | 1     | 17   | 119   | 2      | 1      |
| 2012   | OAK     | 15  | 15  | 565      | 345      | 61.1     | 4,018    | 7.1      | 22       | 14       | 85.3     | 18    | 36    | 2.0   | 1     | 26   | 199   | 7      | 5      |
| 2013   | ARI     | 16  | 16  | 572      | 362      | 63.3     | 4,274    | 7.5      | 24       | 22       | 83.9     | 27    | 3     | 0.1   | 0     | 41   | 289   | 6      | 3      |
| 2014   | ARI     | 6   | 6   | 224      | 141      | 62.9     | 1,626    | 7.3      | 11       | 3        | 95.6     | 8     | 25    | 3.1   | 0     | 9    | 59    | 3      | 1      |
| 2015   | ARI     | 16  | 16  | 537      | 342      | 63.7     | 4,671    | 8.7      | 35       | 11       | 104.6    | 25    | 24    | 1.0   | 1     | 25   | 151   | 6      | 2      |
| Totale | Totale  | 160 | 159 | 5,443    | 3,413    | 62.7     | 40,036   | 7.4      | 259      | 166      | 88.1     | 273   | 424   | 1.6   | 8     | 278  | 1,933 | 66     | 29     |

### Playoff
| Anno   | Squadra | P | PT | Passaggi | Passaggi | Passaggi | Passaggi | Passaggi | Passaggi | Passaggi | Passaggi | Corse | Corse | Corse | Corse |
| Anno   | Squadra | P | PT | Ten      | Comp     | %        | Yard     | Media    | TD       | Int      | Rat      | Ten   | Yard  | Media | TD    |
| ------ | ------- | - | -- | -------- | -------- | -------- | -------- | -------- | -------- | -------- | -------- | ----- | ----- | ----- | ----- |
| 2005   | CIN     | 1 | 1  | 1        | 1        | 100.0    | 66       | 66.0     | 0        | 0        | 0        | 0     | 0     | 0     | 0     |
| 2009   | CIN     | 1 | 1  | 36       | 18       | 50.0     | 146      | 4.06     | 1        | 1        | 58.3     | 1     | 2     | 2.00  | 0     |
| 2015   | ARI     | 2 | 2  | 81       | 48       | 59.3     | 548      | 7.2      | 4        | 6        | 67.1     | 0     | 0     | 0.0   | 0     |
| Totale | Totale  | 4 | 4  | 118      | 67       | 56.8     | 760      | 6.7      | 5        | 7        | 66.9     | 1     | 2     | 2.0   | 0     |

## Vita privata
Palmer è sposato con due bambini. Suo fratello Jordan ha giocato con lui per 3 anni nei Bengals prima di essere svincolato.